# Địa hình albedo

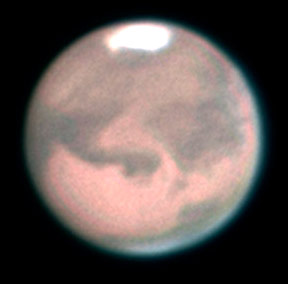
Sao Hỏa bằng kính viễn vọng.

Địa hình albedo là một khu vực rộng lớn trên bề mặt của một hành tinh (hoặc thiên thể hệ mặt trời khác) cho thấy sự tương phản về độ sáng hoặc bóng tối (suất phản chiếu) với các khu vực lân cận.
Trong lịch sử, các địa hình albedo là các địa hình đầu tiên (và thường duy nhất) được nhìn thấy và đặt tên trên Sao Hỏa và Sao Thủy. Các bản đồ cổ điển ban đầu (như của Schiaparelli  và Antoniadi ) chỉ hiển thị các địa hình albedo, và phải đến khi các tàu thăm dò không gian mới thì mới có sự xuất hiện các đặc điểm bề mặt khác như miệng hố.
Trên các thiên thể khác ngoài Sao Hỏa và Sao Thủy, một địa hình albedo đôi khi được gọi là regio.
Trên các vật thể có bầu khí quyển rất dày như Sao Kim hoặc Titan, các địa hình albedo vĩnh viễn không thể được nhìn thấy bằng kính viễn vọng quang học thông thường vì bề mặt không nhìn thấy được, và chỉ nhìn thấy các đám mây và các hiện tượng khí quyển thoáng qua khác. Tàu thăm dò Cassini hạ Huygens đã quan sát nhiều địa hình albedo trên hành tinh Titan sau khi đến quỹ đạo của Sao Thổ năm 2004.
Các địa hình albedo đầu tiên từng thấy trên một hành tinh khác là Syrtis Major Planum trên sao Hỏa vào thế kỷ 17.
Ngày nay, nhờ các tàu thăm dò không gian, hình ảnh có độ phân giải rất cao của các đặc điểm bề mặt trên Sao Hỏa và Sao Thủy đã được ghi lại rõ ràng, và danh pháp cổ điển dựa trên các địa hình albedo đã phần nào không được sử dụng. Nó thậm chí còn được sử dụng để quan sát Sao Hỏa dựa trên Trái đất bởi các nhà thiên văn nghiệp dư.
Tuy nhiên, đối với một số vật thể trong Hệ Mặt trời (như Sao Diêm Vương trước nhiệm vụ Chân trời mới), những hình ảnh có sẵn tốt nhất chỉ hiển thị các địa hình albedo. Những hình ảnh này thường được chụp bởi Kính viễn vọng Không gian Hubble hoặc bằng kính viễn vọng trên mặt đất sử dụng quang học thích nghi.
Cydonia Mensae trên sao Hỏa là một ví dụ về địa hình albedo.